# Tintoretto

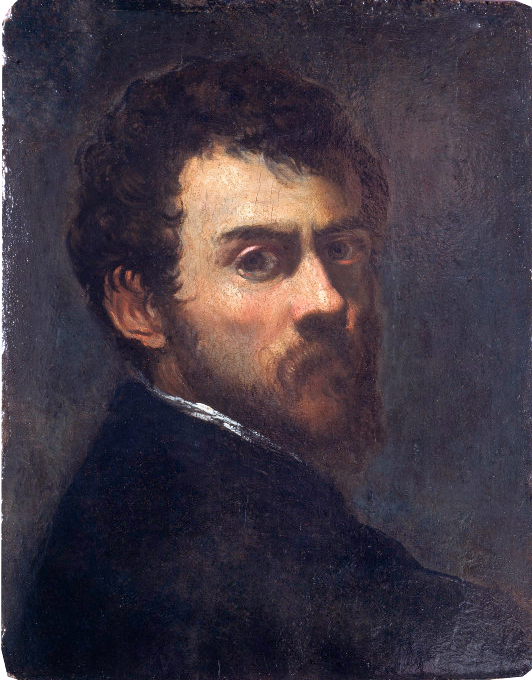
Zelfportret, ca. 1548, Victoria & Albert Museum, Londen

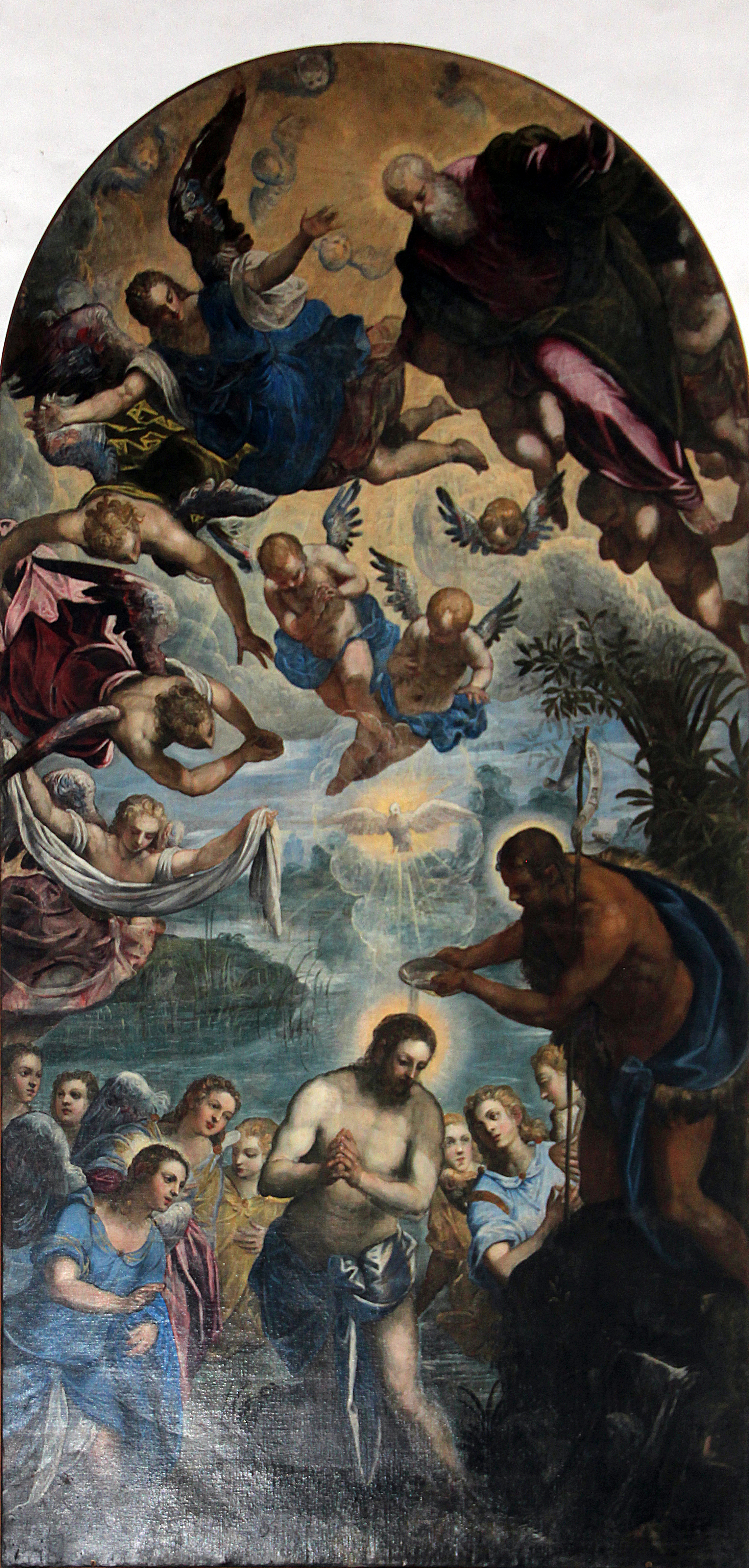
Doop van Jezus, San Pietro Martire, Murano

Tintoretto (Venetië, september of oktober 1518 – aldaar, 31 mei 1594), was een Venetiaans kunstschilder. Zijn eigenlijke naam was Jacopo Robusti, zijn bijnaam betekent 'het textielververtje'. Deze naam dankte hij aan zijn vader die van beroep textielverver ('tintore') was.

## Biografie
Tintoretto was al op jonge leeftijd geïnteresseerd in schilderkunst. Zo ging hij op 15-jarige leeftijd in dienst als leerling bij de bekende Venetiaanse schilder Titiaan, die toen al meer dan 56 jaar oud was. Tintoretto was ook een groot liefhebber van de werken van de Italiaanse schilder-beeldhouwer Michelangelo. Tintoretto verbleef naar verluidt maar tien dagen in het atelier van zijn meester, mogelijk omdat hij al te zeer een eigen stijl had ontwikkeld om een leerling van Titiaan te kunnen zijn.
Het begin van zijn succesvolle loopbaan had hij te danken aan zijn werk Het wonder van de heilige Marcus uit 1548. In de Scuola Grande di San Rocco maakte hij een serie heroïsche taferelen met krachtige expressie en verkort perspectief, een flikkerend, bovenaards licht en dramatische vervormingen van de ruimte.
Tintoretto schilderde vooral religieuze fresco's, panelen en portretten. Zijn vroege werk ontstond onder invloed van Parmigianino en Michelangelo. In de later ontstane schilderijen zijn de kleuren grauw en bleek. Het licht werd een belangrijk element om de dramatiek te vergroten en hij maakte ontwerpen in was, waarmee hij experimenteerde door ze op verschillende manieren te belichten. Bepaalde figuren keren ook in verschillende werken terug, die vanuit verschillende hoeken worden geschilderd en met een wisselende lichtval.
Tintoretto was een zeer graag geziene en veelgevraagd schilder, die zich bij zijn drukke werkzaamheden liet assisteren door zijn zeer getalenteerde kinderen Domenico en Marietta Robusti.

### Latere leven

Het Paradijs

Na de voltooiing van het Paradijs, het grootste schilderij ooit vervaardigd, waarvoor hij in 1588 (9,1 x 22,6 meter) de opdracht had gekregen, rustte Tintoretto voor een tijdje uit en ondernam hij geen ander werk van belang. In 1592 werd hij lid van de Scuola di Mercanti (De school van de handelaars).
In 1594 werd hij getroffen door ernstige maagpijnen, gecompliceerd met koorts, die hem bijna veertien dagen lang verhinderden te slapen en te eten. Uiteindelijk stierf hij op 31 mei 1594. Hij werd begraven in zijn parochiekerk, de Madonna dell'Orto, naast zijn dochter Marietta, die in 1590 op 30-jarige leeftijd gestorven was.
Marietta was een bekwame portretschilder, was vocaliste en bespeelde verschillende instrumenten, maar weinig van haar werken zijn nu opspoorbaar. Er wordt gezegd dat ze op de leeftijd van vijftien haar vader bij zijn werk heeft begeleid en geholpen. Zij kleedde zich vroeger als een jongen maar uiteindelijk trouwde zij met Mario Augusta, een juwelier. Toen in 1866 het graf van de Vescovi en van Tintoretto werden geopend trof men daarin de overblijfselen van de negen leden van de gezamenlijke families. Het graf werd toen naar zijn nieuwe locatie gebracht, rechts van het koor.

## Na zijn dood
Tintoretto had zeer weinig leerlingen, afgezien van zijn twee zonen en Maerten de Vos van Antwerpen. Zijn zoon Domenico Robusti (1562-1637) assisteerde zijn vader herhaaldelijk bij zijn geweldige schilderijen. Hij schilderde ook zelf een grote hoeveelheid werken, vele van forse afmetingen. Deze werden als middelmatig beschouwd, wat hem als de zoon van Tintoretto des te meer kwalijk werd genomen. Niettemin moet hij, ontdaan van dit 'zoon van'-syndroom, beschouwd worden als een schilder van aanzienlijke kwaliteit.
Er zijn invloeden van Tintoretto in het werk van de Griekse schilder van de Spaanse Renaissance El Greco te bespeuren, die waarschijnlijk tijdens een verblijf in Venetië Tintoretto's werk heeft gezien.
Tintoretto hield ervan met kleur en schaduweffecten te werken. Hierin was hij beter dan zijn leraar Titiaan. Lichteffecten boeiden hem (chiaroscuro) en hij maakte ontwerpen in was, waarop hij lichteffecten uitprobeerde.

## Werken

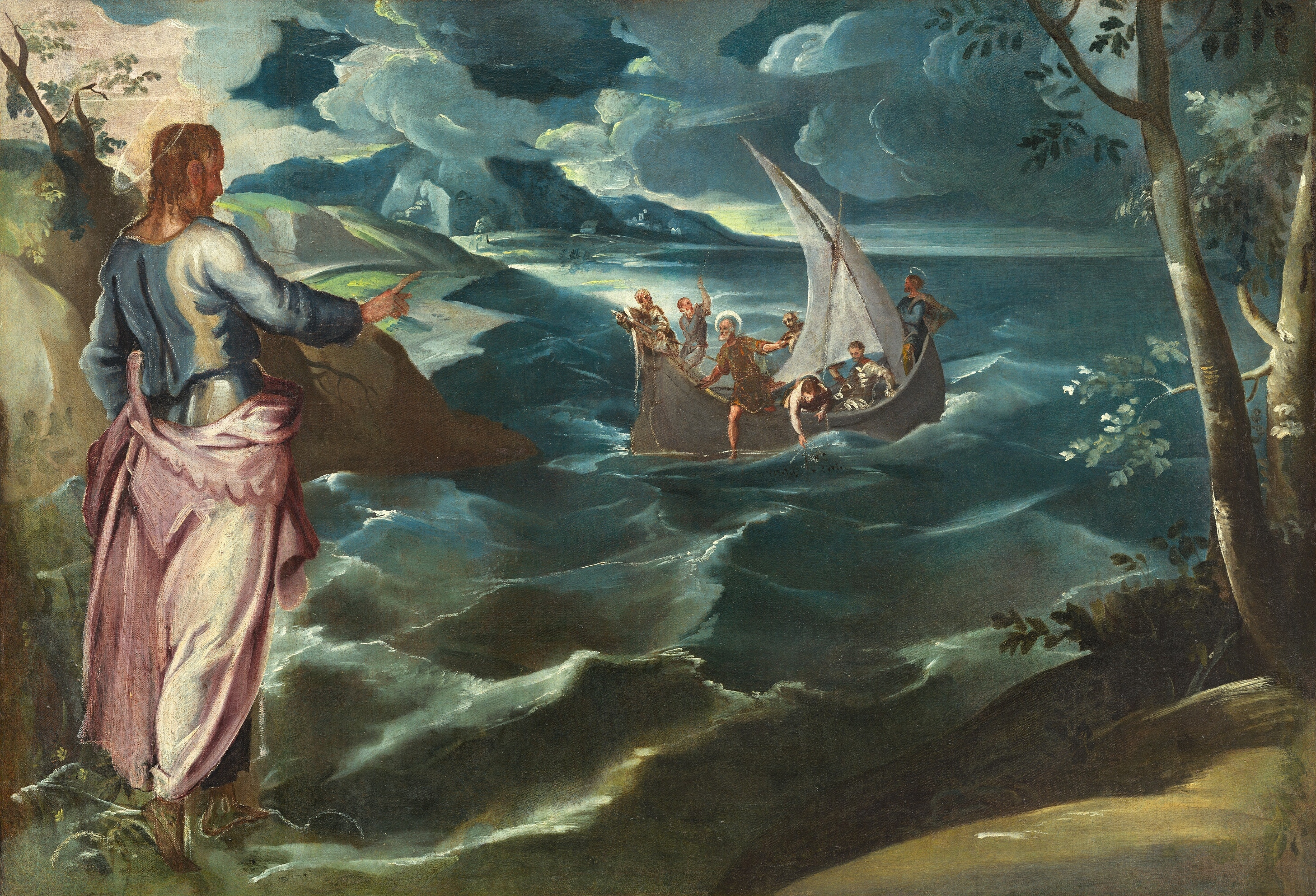
Christus bij het Meer van Galilea, 1575-80. Olieverf op doek, 117 x 168,5 cm. National Gallery of Art, Washington

Tintoretto's beroemdste werk is een serie schilderijen met beelden uit het leven van Jezus en Maria in de Scuola Grande di San Rocco (1564-1588) en Venetiaanse School.
Een vergelijking tussen Tintoretto's Laatste Avondmaal en dat van Leonardo da Vinci geeft een goed beeld van de ontwikkeling van stijlen tijdens de Renaissance. Bij Da Vinci is het beeld rustig en de symmetrie haast wiskundig; bij Tintoretto is het beeld levendiger en dringen bovenaardse wezens het beeld binnen.
Hij schilderde veel onderwerpen, zoals:
- Venus en Mars betrapt door Vulcanus , 1555
- Het martelaarschap van de tienduizend (fragment), circa 1538 - Gallerie dell'Accademia, Venetië
- Het wonder van de heilige Augustinus, circa 1549 - Museo Civico, Vicenza
- Het wonder van de apostel Marcus die de slaaf bevrijdt, 1548 - Gallerie dell'Accademia, Venetië
- De redding van het lichaam van de heilige Marcus, 1562-1566 - Gallerie dell'Accademia, Venetië
- De apostel Marcus behoedt een Saraceen voor schipbreuk, 1562-1566 - Gallerie dell'Accademia, Venetië
- Salomo en de koningin van Sheba, circa 1545 - Gallerie dell'Accademia, Venetië
- De verleiding van Adam, 1551-1552 - Gallerie dell'Accademia, Venetië
- De moord op Abel, 1551-1552 - Gallerie dell'Accademia, Venetië
- De schepping der dieren, 1551-52 - Gallerie dell'Accademia, Venetië
- De tenhemelopneming van Maria, 1555 - Jezuïetenkerk, Venice
- De opdracht van Jezus in de tempel, 1550-55 - Galleriee dell'Accademia, Venetië
- De evangelisten Marcus en Johannes, 1557 - Santa Maria del Giglio, Venetië
- De evangelisten Lucas en Mattheüs, 1557 - Santa Maria del Giglio, Venetië
- De Heilige Catharina, 1570 - Vanaf 2017 in langdurige bruikleen in het Rubenshuis, Antwerpen[1]

## Musea
De schilderijen van Tintoretto hangen verder in diverse musea, onder andere:
- Museo del Prado, Madrid
- Louvre, Parijs
- Hermitage, Sint-Petersburg
- J. Paul Getty Museum, Los Angeles
- Kunsthistorisches Museum, Wenen
- Galleria Borghese, Rome
- Gallerie dell'Accademia, Venetië
- Dogepaleis, Venetië
- Academia di belle Arti Tadini, Lovere (Italië)